# Martin Fréminet

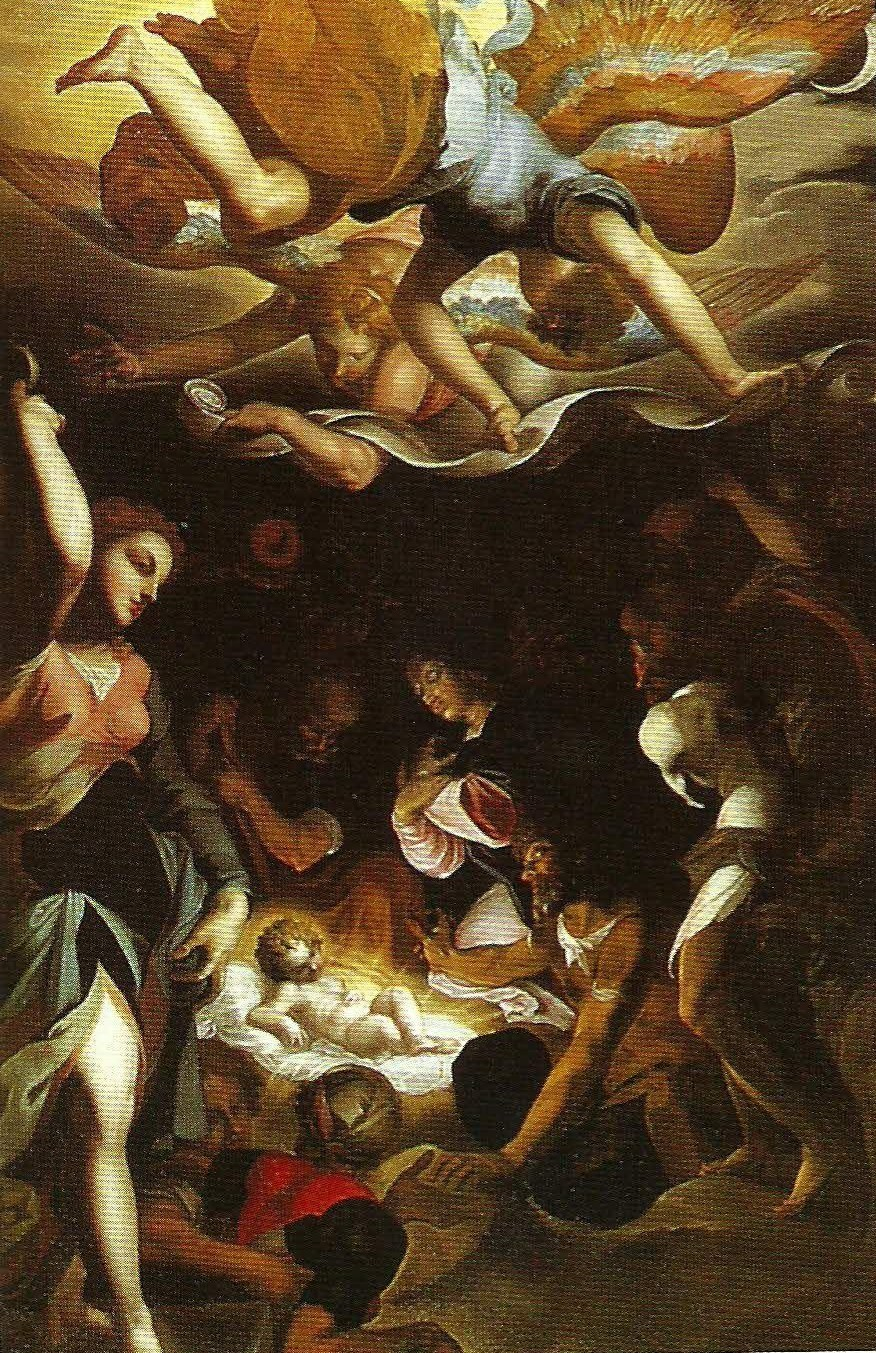
Fréminet: Anbetung der Hirten, Original im Musée Muséum départemental des Hautes-Alpes in Gap

Martin Fréminet (* 1567 in Paris; † 1619 ebenda) war ein französischer Maler und Grafiker des späten Manierismus.

Fréminet wurde in Paris geboren und ging 1592 nach Italien, wo er von Giuseppe Cesari beeinflusst wurde. 1602 kam er nach Frankreich zurück. Der französische König Heinrich IV. und Maria de’ Medici beauftragten ihn 1603 mit der Ausschmückung der Trinitätskapelle von Schloss Fontainebleau. Dies ist eines der wenigen Werke Fréminets, das erhalten geblieben ist. Er war wohl ein souveräner Zeichner, den Karel van Mander erzählt folgende Begebenheit: 
„In Gegenwart seines Souveräns hat er in Zeichnung zuerst einen Fuß, dann eine Hand, einen Kopf wie zufällig auf die Leinwand geworfen. Am Ende ergab sich zum großen Erstaunen des Königs eine ganze Figur.“